# 21646 Joshuaturner
21646 Joshuaturner è un asteroide della fascia principale. Scoperto nel 1999, presenta un'orbita caratterizzata da un semiasse maggiore pari a 2,6726035 UA e da un'eccentricità di 0,1600736, inclinata di 13,06191° rispetto all'eclittica.